# アントン・ドーリン

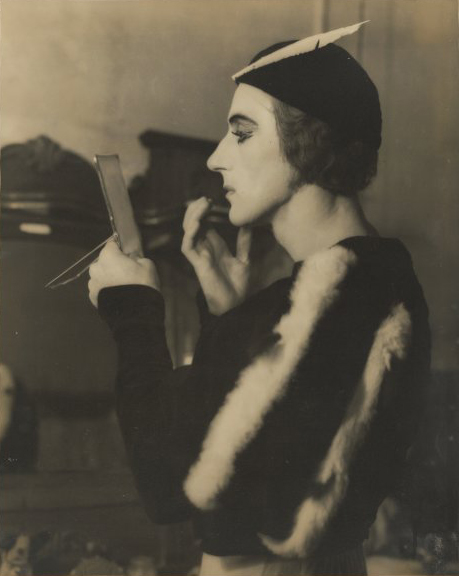
白鳥の湖の王子役としてメーク中のドーリン。1938年頃。

アントン・ドーリン （Sir Anton Dolin、1904年7月27日- 1983年11月25日） は、英国のバレエダンサー・振付家。英国が20世紀に生んだ最初のダンスールであり、バレエ後進国であった同国のバレエ振興に貢献した人物として知られている。
本名はシドニー・フランシス・パトリック・チッペンデール・ヒーリー=ケイ （Sydney Francis Patrick Chippendall Healy-Kay）であったが、バレエ・リュス入団時にディアギレフによってロシア風の「アントン・ドーリン」の名が与えられた。それ以前に「パトリキエフ」の名で踊っていた時期もある。

## 来歴
英国南部ウェスト・サセックス州の寒村・スリンフォールドに生まれる。アイルランド人であった母親の勧めで10歳の頃から舞台教室で習い始める（この頃の英国にはまだ本格的なバレエ学校はなく、俳優の子役や舞踊を教えるような教室であった）。13歳のとき亡命ロシア人、S・アスタフィエワのバレエを見て入門を決意する。
4年後の1921年、アスタフィエワの知己であるディアギレフが主宰するバレエ・リュスのロンドン公演に群舞として参加した。その後もアスタフィエワの下での研鑽が続いたが、1924年にフォーキン振付 『ダフニスとクロエ』で晴れてバレエ・リュスのソリストとしてデビュー。イギリス人として初めてバレエ・リュスの主役を踊った。同年ニジンスカの新作 『青列車』（Le Train Bleu） の主役に抜擢され、ダンスールとしての地位を確立した。
バレエ・リュスでの活躍は1924-25年、1928-29年の4季のみであったが、その間に本国でのレヴューに出演するなど、バレエ以外の分野でも活動した。ディアギレフの死後、英国のバレエ振興団体であるカマルゴ協会の旗揚げに参加し、その一環として1930年から35年までヴィク・ウェルズバレエ団（英国ロイヤル・バレエ団の前身）で主役を踊った。
同じアスタフィエワ門下のアリシア・マルコワとは1927年からパートナーを組み、ヴィク・ウェルズでも共演した。二人の活躍によって英国でバレエの観客の固定層が生まれたといわれている。1935年には共に退団してマルコワ・ドーリン・バレエ団（現在のイングリッシュ・ナショナル・バレエ団）を創設し、英国内外を巡演した。
マルコワとは密かに愛を誓い合った仲であったといわれるが、2人は生涯結婚することなく終わった。1981年に77歳でナイトを授爵され、1983年にパリで死去した。

## 振付作品
1923年に振付けた 『太陽への讃美』（Hymn to the Sun）が処女作。代表作は1941年に米国のバレエ・シアター（現在のABT）で振付けた 『パ・ド・カトル』で、これは現在でもバレエ・コンサートなどで親しまれている。1964年以降は 『白鳥の湖』 『ジゼル』 など古典の再振付もおこなった。

## 著書
- Ballet Go Round （1938年）
- Alicia Markova: Her Life and Art （1953年）